# Сексуальное насилие во время российского вторжения на Украину
Сексуальное насилие во время российского вторжения на Украину совершалось Вооруженными силами России, в том числе с применением массовых изнасилований в качестве средства ведения войны. По данным Независимой международной комиссии по расследованию событий в Украине, возраст жертв сексуальных посягательств со стороны российских солдат варьируется от 4 до 80 лет и старше.
Верховный комиссар ООН по правам человека выпустила доклад о нарушениях прав человека и военных преступлениях в октябре 2022 года; во вступительном сводном разделе говорится: «Кроме того, Комиссия задокументировала случаи быстрых казней, незаконных ограничений свободы, пыток, жестокого обращения, изнасилований и других видов сексуального насилия, совершенных в районах, оккупированных российскими вооружёнными силами, в четырёх областях [Киевской, Черниговской, Харьковской и Сумской], в которых они находились. Люди были задержаны, некоторые были незаконно депортированы в Российскую Федерацию, а многие до сих пор числятся пропавшими без вести. Сексуальное насилие затронуло жертв всех возрастов. Жертв, в том числе детей, иногда вынуждали присутстовать при совершении преступлений. Дети стали жертвами всего спектра нарушений, расследованных Комиссией, включая неизбирательные нападения, пытки и изнасилования, терпя страдания от предсказуемых психологических последствий».

## Характер и степень сексуального насилия
В своём отчёте, охватывающем начальный период российского вторжения в Украину в 2022 году с 24 февраля по 26 марта 2022 года, Управление Верховного комиссара Организации Объединённых Наций по правам человека (УВКПЧ) перечислило четыре типа рисков сексуального насилия: усиление военного присутствия и деятельность в гражданских районах, разрушение домов и инфраструктуры, внутреннее перемещение и большое количество женщин и девочек, покидающих Украину, привели к высокому риску сексуального насилия в условиях конфликта и торговли людьми. УВКПЧ заявило, что сообщения на национальную телефонную горячую линию указывают на высокий риск сексуального насилия, и что несколько факторов делают вероятность занижения сообщений.
После освобождения Киевской области в конце марта 2022 и сообщений о групповых изнасилованиях, насильственных действиях сексуального характера с применением огнестрельного оружия и изнасилованиях на глазах у детей The Guardian сообщила, что украинские женщины столкнулись с угрозой изнасилования как орудия войны. По состоянию на май 2022 года около 82,4 % случаев сексуального насилия, связанных с конфликтом, о которых сообщила Организация Объединённых Наций, якобы были совершены российскими или пророссийскими комбатантами, а около 9,25 %, как сообщается, были совершены боевиками. 29 июня 2022 года УВКПЧ сообщило, что оно получило 108 заявлений о сексуальном насилии, связанном с конфликтом, и подтвердило 23 случая. 2 декабря 2022 года УВКПЧ сообщило, что задокументировало 86 случаев сексуального насилия, связанного с конфликтом, включая изнасилования, групповые изнасилования, принуждение к обнажению и принуждению к публичному раздеванию, большинство из которых были совершены военнослужащими российских вооружённых сил или органами полиции. УВКПЧ также сообщило, что украинские правоохранительные органы расследуют 43 случая сексуального насилия.
Прамила Паттен, специальный представитель ООН по вопросам сексуального насилия в условиях конфликта, заявила в интервью AFP в октябре 2022 года, что, по её мнению, Россия использует изнасилование в качестве оружия войны: «Когда вы слышите, как женщины свидетельствуют о российских солдатах, оснащённых виагрой, это явно военная стратегия». Представительница ООН также заявила, что реальное число жертв, вероятно, намного превышает официальную статистику, и что случаи, о которых в настоящее время сообщают, являются «верхушкой айсберга».

### Сексуальное насилие как оружие войны
Организация по безопасности и сотрудничеству в Европе 19 июня 2022 года опубликовала заявление, осуждающее использование сексуального насилия в качестве средства ведения войны. Генеральный секретарь Хельга Шмид «призвала срочно положить конец использованию изнасилований и других сексуальных преступлений в качестве тактики ведения войны в Украине». Она подчеркнула необходимость продолжения расследования и судебного преследования за сексуальное насилие во время войны и призвала международное сообщество оказать помощь выжившим. В ноябре 2022 года ОБСЕ приняла участие в «16 днях активных действий против гендерного насилия» и призвала «положить конец использованию изнасилований, сексуального насилия и других преступлений на сексуальной почве в качестве тактики ведения войны в Украине».
Генеральный прокурор Украины прокомментировала, что об актах сексуального насилия в массовом порядке не сообщается из-за трудностей, с которыми столкнулись следователи на оккупированных Россией территориях, а также страха и стыда, которые испытывают выжившие: «Расследовать сексуальные преступления на оккупированной территории, когда мы все ещё находимся в состоянии военного конфликта очень тяжело», — сказала генеральный прокурор Украины Ирина Венедиктова. «Очень тяжело, потому что потерпевшие на самом деле напуганы».

## Степень сексуального насилия
Сообщения о сексуальном насилии в отношении женщин, мужчин и детей были широко распространены в районах, освобождённых от российской оккупации. Доказательства массовых актов сексуального насилия начали раскрываться в начале конфликта; Информация о сексуальном насилии со стороны российских солдат на оккупированных территориях неуклонно накапливается, что позволяет прокурорам возбудить уголовное дело и предоставляет дополнительную информацию для исследований. Генеральная прокуратура Украины заявила, что документирует акты сексуального насилия в отношении мирных жителей во всех районах, оккупированных российскими солдатами; доказательства показывают, что акты сексуального насилия совершались не только в отношении женщин, но и в отношении мужчин и детей.
Организация Объединённых Наций, Организация по безопасности и сотрудничеству в Европе и гуманитарные организации подтвердили широкое применение сексуального насилия российскими солдатами в Украине. В январе 2023 года Организация Объединённых Наций сообщила, что Верховный комиссар ООН по правам человека задокументировала более 90 случаев сексуального насилия на оккупированных Россией территориях.
The New York Times сообщил о «многочисленных свидетельствах сексуального насилия со стороны российских военнослужащих, задокументированных украинскими и международными следователями»; Анна Сосонская, следователь Генеральной прокуратуры Украины, заявила: «Мы находим эту проблему сексуального насилия во всех местах, которые оккупировала Россия… Везде: Киевская область, Черниговская область, Харьковская область, Донецкая область, а также здесь, в Херсонской области». BBC сообщила о дополнительных доказательствах массового сексуального насилия в Киевской области.

### Перехваты сообщений
С начала вторжения Служба безопасности Украины отслеживала и обнародовала сообщения, в основном телефонные звонки, сделанные российскими солдатами и официальными лицами. Многие из этих сообщений содержали комментарии относительно сексуального насилия.
Украинская правда сообщила о перехваченном телефонном разговоре, в котором российский солдат рассказывает о своём опыте сексуального насилия в Украине и о его широкомасштабном характере;
Когда мы сдавали Лиман, мы там всех резали, х**цких хохлов [уничижительное русское название украинцев]… Мы их насиловали, резали, расстреливали. В Лимане и Торске мы просто ходили и всех расстреливали. Всех мужчин, которые были помоложе, к нам забрали туда, а женщин, молодых: всех трахнули, зарезали, расстреляли.
Служба безопасности Украины обнародовала перехваченный телефонный звонок российского солдата, в котором говорилось: «Местные нас здесь всех ненавидят. Наши [российские солдаты] насилуют местных женщин». Газета Toronto Sun сообщила 14 апреля 2022 года о перехваченном телефонном звонке, в котором «российская жена изложила два основных правила после того, как дала своему мужу-солдату разрешение на изнасилование женщин во время вторжения в Украину»; «Насиловать, да… Ничего мне не говорите, понимаете? Да, я вам разрешаю — только предохраняйтесь».

### Сексуальное насилие во время кризиса беженцев
Было как минимум два отдельных случая, когда местные жители якобы использовали женщин и детей-беженцев в своих интересах, когда те спасались от насилия в Украине. В середине марта в Польше был арестован мужчина по подозрению в изнасиловании 19-летней беженки, которая, как сообщается, искала у него убежища и помощи, а двое мужчин, как сообщается, напали на украинскую беженку-подростка, которая находилась в немецком приюте для беженцев. До запуска программы правительства Соединённого Королевства по размещению беженцев одна женщина сообщила о мужчине, который пытался устроить её к себе и обещал бесплатное жилье, еду, расходы и ежемесячное пособие в обмен на секс. Сообщается, что женщина пыталась дать отпор мужчине, который остановился только после того, как она сообщила ему, что путешествует со своей матерью.

### Дети и пожилые люди
Организация Объединённых Наций установила, что жертвами сексуального насилия в Украине являются дети в возрасте от 4 лет и взрослые старше 80 лет.
В Буче пятеро российских солдат насиловали 14-летнюю девочку, в следствие чего она забеременела, впоследствии решила не делать аборт.
В конце сентября 2022 года группа следователей Независимой международной комиссии по расследованию событий в Украине опубликовала заявление, в котором говорилось, что комиссия «задокументировала случаи изнасилования, пыток и незаконного заключения детей», и назвала их военные преступления. В том же отчёте также упоминаются дети, убитые и раненые в результате неизбирательных нападений России, а также насильственное разлучение с семьей и похищение людей.
В Киевской области двое российских солдат изнасиловали целую семью, в том числе мужа, жену и четырёхлетнюю дочь. В районах за пределами Киева российские солдаты изнасиловали 83-летнюю женщину, муж-инвалид которой также находился в доме. В другом селе того же района российские солдаты изнасиловали 56-летнюю женщину после её ограбления. Позже русские замучили и убили её мужа.

### Отчёты и заявления
- Согласно набору данных «Сексуальное насилие в условиях вооружённого конфликта», сообщения о сексуальном насилии со стороны российских сил имели место в течение трёх из семи лет конфликта с 2014 года на востоке Украины[43].
- В апреле 2022 года украинские официальные лица и правозащитные организации сообщили, что российские войска в огромных масштабах применяли сексуальное насилие как инструмент войны против гражданского населения, чтобы сломить боевой дух украинцев и помешать им сопротивляться[44]. 3 апреля «Ла Страда Украина», у которой есть горячая линия помощи пострадавшим от торговли людьми, сексуальных посягательств и домашнего насилия, заявила, что в мирное время об изнасилованиях занижается информация и они подвергаются стигматизации, а случаи, известные организации, могут быть «верхушкой айсберга»"[5].
- 3 апреля 2022 года посол Великобритании в Украине Мелинда Симмонс назвала изнасилование «элементом неспровоцированной военной кампании России… Хотя мы ещё не знаем всей степени его использования в Украине, уже ясно, что оно было частью арсенала России… Женщин насилуют на глазах у их детей, девочек на глазах у их семей, как преднамеренный акт подчинения»[45].
- 21 апреля 2022 года министры иностранных дел Канады и Великобритании Мелани Жоли и Лиз Трасс совместно подписали письмо, в котором они заявили, что изнасилование «используется как оружие войны» российскими солдатами в Украине[46]. Они описали изнасилование как орудие войны как «систематическое оружие для осуществления контроля и осуществления власти над женщинами… такое же разрушительное в конфликте, как химическое оружие или наземные мины, которые запрещены международными конвенциями, но к которым ещё нужно относиться так же серьёзно»[47][48].
- В мае 2022 года генеральный прокурор Украины Ирина Венедиктова заявила, что уверена в том, что изнасилование использовалось российской армией как преднамеренная военная тактика[49].
- 19 июня 2022 года Организация по безопасности и сотрудничеству в Европе опубликовала заявление, осуждающее сексуальное насилие на войне, и упомянула об использовании сексуального насилия как средства ведения войны против Украины. В нём, в частности, говорится: «Сегодня, в Международный день борьбы за искоренение сексуального насилия в условиях конфликта, Генеральный секретарь ОБСЕ Хельга Шмид призвала срочно положить конец использованию изнасилований и других преступлений на сексуальной почве в качестве тактики ведения войны в Украине и других странах. в регионе ОБСЕ и за его пределами»[50].
- 27 сентября 2022 года в отчёте Управления Верховного комиссара ООН по правам человека (УВКПЧ) говорится, что оно ещё не может сделать какие-либо выводы о масштабах сексуального насилия, связанного с конфликтом, в Украине, но оно задокументировало «многочисленные дела», совершенные в отношении женщин, девочек и мужчин[51]. УВКПЧ задокументировало 9 случаев изнасилования, 15 случаев сексуального насилия, использовавшегося в качестве метода пыток, и 11 случаев принудительного публичного раздевания лиц, считающихся «нарушителями закона»[51].
- 18 октября 2022 года комиссия Организации Объединённых Наций опубликовала отчёт, в котором Россия была признана ответственной за «систему изнасилований и других злоупотреблений в Украине»; они установили, что Россия несет ответственность за подавляющее большинство нарушений прав человека и военных преступлений[41]. Доклад был представлен Генеральной Ассамблее Организации Объединённых Наций Независимой комиссией по расследованию событий в Украине[1].
- 31 октября 2022 года министр иностранных дел Великобритании Джеймс Клеверли заявил, что российские солдаты в Украине несут ответственность за «массовые изнасилования»[52].
- В январе 2023 года Human Rights Watch опубликовала «Всемирный отчёт за 2023 год», 33-е издание доклада о правах человека, в котором анализируются события 2022 года. Что касается Украины, то она частично сообщается: «В районах, которые они оккупировали, российские или связанные с Россией силы совершили очевидные военные преступления, в том числе пытки, суммарные казни, сексуальное насилие и насильственные исчезновения»[53].

## Известные случаи в СМИ
В конце марта генеральный прокурор Венедиктова начала расследование заявления о том, что российские солдаты застрелили мужчину, а затем изнасиловали его жену. The Times опубликовала интервью с женщиной. Она заявила, что она из небольшого села Броварского района. Согласно её показаниям, когда российские солдаты прибыли в дом пары, они застрелили собаку пары, а затем убили её мужа, сказав ей: «У тебя больше нет мужа. Я выстрелил в него из этого пистолета. Он был фашистом». Женщину несколько раз подвергали групповому изнасилованию под дулом пистолета в течение нескольких часов, пока солдаты пили; в конце концов они стали «настолько пьяными, что едва стояли». В конце концов женщина сбежала со своим сыном, который находился в доме, когда это произошло. Предполагаемые насильники позже были идентифицированы по профилям в социальных сетях. «Медуза» опубликовала отчёт об этом инциденте и подобных преступлениях в Богдановском районе. Пресс-секретарь Путина Дмитрий Песков назвал обвинения ложью. По делу опознанного российского военнослужащего выдан ордер на арест на основании «подозрения в нарушении законов и обычаев войны». Этот случай был проверен УВКПЧ и описан в его отчёте о правах человека в Украине во время российского вторжения за июнь 2022 года.
Human Rights Watch (HRW) сообщила об избиении и изнасиловании 31-летней женщины 13 марта в селе Малая Рогань Харьковского района, которое в то время контролировалось Вооружёнными силами России. В сообщении говорится, что российский солдат вошёл в школу, избил и изнасиловал, угрожая оружием, женщину, укрывавшуюся вместе с семьёй и другими жителями села.
BBC News взяла интервью у 50-летней женщины из села в 70 километрах к западу от Киева, которая сказала, что её изнасиловал под дулом пистолета чеченец, связанный с вооружёнными силами России. По словам соседей, 40-летняя женщина была изнасилована и убита тем же солдатом, оставив то, что BBC News назвало «тревожным местом преступления». Начальник полиции Киевской области Андрей Небытов заявил, что полиция расследует дело 9 марта, когда российские солдаты застрелили мужчину и неоднократно изнасиловали его жену. Солдаты разграбили и сожгли дом и убили собак семьи.
The New York Times описала, как одну женщину «держали в качестве секс-рабыни, обнажённую, за исключением шубы, и заперли в картофельном погребе перед казнью», обнаруженную после освобождения Киевской области в конце марта 2022 года. Мэр Бучи Анатолий Федорук заявил, что во время бойни в Буче было зарегистрировано не менее 25 изнасилований.

## Ответы

### Протесты
Женщины проводили акции протеста у посольств России против изнасилований российскими солдатами во время вторжения. Женщины протестовали с мешками на головах, руками, связанными за спиной, и голыми ногами, покрытыми красной жидкостью, символизирующей кровь. Четыре женщины протестовали 16 апреля 2022 года в Дублине, Ирландия, и 80 женщин протестовали на тот же день в Вильнюсе, Литва. 20 апреля аналогичная акция протеста с участием 130 женщин прошла перед посольством России в Риге, Латвия, и ещё одна дюжина женщин провела перед консульством России в Гданьске, Польша.

### Расследования
В августе 2022 года Генеральная прокуратура Украины сообщила, что возбуждено «несколько десятков» уголовных производств по фактам сексуального насилия, совершенного российскими военнослужащими. По сообщениям, по состоянию на 31 октября 2022 года украинские власти расследовали 43 случая сексуального насилия.
Прокурор Украины Ирина Диденко заявила в январе 2023 года, что их прокуратура возбудила 154 дела, связанных с актами сексуального насилия, совершенными российскими военнослужащими, но предупредила, что фактическое количество инцидентов, вероятно, намного больше. Они заявили, что врачи и работники психиатрической службы установили, что в Киевской области каждая девятая женщина подвергалась сексуальному насилию во время российской оккупации. Диденко также заявил, что «у русских оккупантов есть четкая схема поведения при захвате территории: приезжает сухопутная часть, и на второй-третий день начинаются изнасилования».

## Память
Двое русских снайперов Вадим Шахматов и Евгений Чернокнижный изнасиловали в Киевской области четырёхлетнюю девочку и её мать. После смерти одного из них — Евгения Чернокнижного в апреле 2022 года ему посмертно вручили орден Мужества, а в его селе Чеботарево в Оренбургской области в его честь установили мемориальную доску.